# مارک مورتن
مارک دوئین کوناریس مورتن (به انگلیسی: Mark Duane Konnaris Morton) متولد ۲۵ نوامبر ۱۹۷۲، (۴ آذر ۱۳۵۱) لید گیتاریست گروه هوی متال آمریکایی لمب آو گاد می‌باشد.